# Cuộc nổi dậy Ba Nhàn, Tiền Bột
Cuộc nổi dậy Ba Nhàn, Tiền Bột (bắt đầu: 1833, kết thúc: 1843), là cuộc đấu tranh chống triều Nguyễn, do Nguyễn Văn Nhàn và Lê Văn Bột làm đồng thủ lĩnh, khởi phát từ Sơn Tây vào đầu thế kỷ 19 trong lịch sử Việt Nam.

## Giới thiệu sơ lược
Chống áp bức bất công, mưu tìm một cuộc sống ấm no và tốt đẹp hơn, đó là nguyên nhân chính đã làm bùng phát nhiều cuộc nổi dậy ở thời đầu nhà Nguyễn. Trong số đó có cuộc nổi dậy của Ba Nhàn, Tiền Bột ở tỉnh Sơn Tây cũ.
Ba Nhàn tên đầy đủ là Nguyễn Văn Nhàn (hoặc Nhờn, khi khởi binh chống nhà Nguyễn được người dân gọi là Quận Nhờn), là con trai thứ ba trong một gia đình nông dân nghèo ở xóm Giếng, xã Dẫn Tự, huyện Bạch Hạc, phủ Vĩnh Tường, tỉnh Sơn Tây (nay là thôn Dẫn Tự, thuộc xã Tân Cương, huyện Vĩnh Tường, tỉnh Vĩnh Phúc).
Tục truyền, ông là người có sức vóc to khỏe, giỏi võ nghệ; và là anh em kết nghĩa với Tiền Bột (tên đầy đủ là Lê Văn Bột, còn được gọi là Bọt, không rõ thân thế).
Những năm trước khi cuộc nổi dậy bùng nổ (1833), với khẩu hiệu "lấy của nhà giàu, chia cho dân nghèo", Ba Nhàn và Tiền Bột đứng ra ngầm vận động giới dân nghèo cùng nổi dậy chống áp bức, được rất nhiều người nghe theo.

## Diễn biến

### Lập căn cứ Rừng Khâm
Buổi đầu, Ba Nhàn và Tiền Bột dẫn mấy ngàn người dân cùng chí hướng lên chân núi Tam Đảo vào Rừng Khâm, lập căn cứ huấn luyện quân và cất chứa lương thực.
Thời nhà Nguyễn, Tam Đảo là một dãy núi đá ở vùng Đông Bắc Việt Nam, ở địa giới hai huyện là Tam Dương của Sơn Tây và Đại Từ của Thái Nguyên (nay nằm trên địa bàn ba tỉnh Vĩnh Phúc, Thái Nguyên và Tuyên Quang). Còn Rừng Khâm, lúc bấy giờ là một khu rừng già rộng khoảng 7 hecta, nằm sâu trong thôn Bàn Long, thuộc xã Minh Quang (thời Nguyễn thuộc Thái Nguyên, nay thuộc huyện Tam Đảo, tỉnh Vĩnh Phúc). Toàn bộ khu rừng nằm tựa vào chân núi Tam Đảo ở phía bắc và ngăn cách với bên ngoài bằng suối Rừng Khâm ở phía tây và khe Rừng Khâm ở phía đông.
Song ngoài lợi thế địa hình, Ba Nhàn và Tiền Bột còn cho xây dựng thêm những lũy đá để có chỗ phòng giữ căn cứ, như ở Dốc Chùa (phía tây bắc Rừng Khâm), Khe Trấn (phía đông bắc Rừng Khâm), Án Tiền (trên Rừng Hin), Án Hậu (trên núi Quần Ngựa)...Mặc dù cố giữ bí mật nơi trú đóng, nhưng cuối cùng các quan quân địa phương vẫn dò la được. Trích bản tâu của Án sát Sơn Tây Hồ Bảo Định viết vào tháng 3 năm Quý Tỵ (1833):
...Nghe tin tên phỉ Bột giấu quân ở trong rừng rậm,...ẩn nấp nơi thung lũng, không có nơi nào là không có, chuyện vào thổ dân...
Nhà nghiên cứu Kiều Oánh Mậu, trong Bản triều bạn nghịch liệt truyện, cũng đã viết như sau: 
...Ba Nhàn cùng đồng đảng lẻn vào địa phận huyện Tam Dương tống tiền, cướp bóc, thường ở trong Rừng Khâm, dưới chân núi Tam Đảo, xây cất nhà kho, tích trữ rất nhiều...

### Khởi binh chống Nguyễn
Sau một thời gian chuẩn bị, khoảng tháng 3 (âm lịch) năm 1833, Ba Nhàn và Tiền Bột nhận lời hội quân với thủ lĩnh Lê Duy Lương (ở Hòa Bình) và Đinh Công Tiến (ở Thanh Hóa), để cùng đi vây đánh tỉnh thành Hưng Hóa. Mãi đến khi vua Minh Mạng phái tổng đốc An Tĩnh Tạ Quang Cự cùng các tướng lĩnh khác mang đại quân tới cứu, hai ông mới chịu thu quân về. 
Kể từ đó, từ căn cứ Rừng Khâm, Ba Nhàn và Tiền Bột lần lượt mang năm, sáu ngàn quân rầm rộ đi đánh phá các huyện lỵ, như: Bất Bạt, Tam Dương, Mỹ Lương, Yên Lạc, Yên Lãng (nay thuộc Đại Từ), Lập Thạch, Vĩnh Tường, phủ thành Quảng Oai, Lâm Thao,...
Hốt hoảng, Án sát Hồ Bảo Định gửi tấu sớ khẩn về triều, trong đó có câu:
Bọn giặc thì lan tràn, dân tình thì bất trắc. Thổ dân miền núi theo quan binh thì ít, theo giặc thì nhiều, cho nên đảng giặc ngày càng đông
Tuy đạt được một số thắng lợi, nhưng lực lượng nổi dậy cũng phải hao tổn nhiều, khi đông đảo quân triều từ các nơi kéo đến vây đánh. Sách Quốc triều sử toát yếu, chép: 
Năm Giáp Ngọ thứ XV (1834), tháng 6 (âm lịch)...Tướng giặc tỉnh Sơn Tây Lê Văn Bột, Nguyễn Văn Nhờn theo lời nghịch (Nông Văn) Vân tụ đảng hơn 6,7 ngàn người, đặt ra các ngụy hiệu như: Tiền, Hậu, Tả, Hữu, Trung quân, Thống lãnh, Tham mưu, Chánh cơ; thường ra vào địa hạt phủ Vĩnh Tường và Quốc Oai tiếp giáp lâm vận hai tỉnh Hà Nội và Bắc Ninh nhiễu hại dân gian. Tỉnh ấy phái Bộ biền Tôn Thất Bật cùng Quản phủ phủ Vĩnh Tường đánh giặc tại An Lãng. Rồi giặc tới đốt phá huyện nha Lập Thạch. Tỉnh thần đem việc phi tâu lên. Ngài (Minh Mạng) dụ quan Tổng đốc Hà Ninh là Đoàn Văn Trường, Tổng đốc Ninh Thái là Nguyễn Đình Phổ, với Lê Văn Đức bốn mặt hội lại đánh giặc .

### Lập căn cứ mới ở Vụ Quang
Mưu tính việc lâu dài, khoảng giữa năm 1834, Ba Nhàn và Tiền Bột bàn nhau mở vòng vây, di chuyển lực lượng lên Phù Ninh (nay thuộc tỉnh Phú Thọ), Sơn Dương (nay thuộc Tuyên Quang) và lập căn cứ mới ở Vụ Quang (nay thuộc huyện Sông Lô, tỉnh Vĩnh Phúc), để không bị cô lập vì lúc này lực lượng của Lê Duy Lương đã suy yếu (thủ lĩnh Lương đã bị bắt vào tháng 6 âm lịch năm 1883), và để tiện bề liên kết với cuộc nổi dậy của Nông Văn Vân ở châu Bảo Lạc (lúc bấy giờ thuộc Tuyên Quang).
Ở Vụ Quang, quân nổi dậy trú đóng ở Gò Quan và Gò Mom Hội. Phía trên Gò Nom Hội là một hang động có nhiều ngõ ngách, có thể chứa vài trăm người, nhưng lối vào hang thì kín đáo và chỉ đi lọt một người. Vì hang có nhiều dơi nên gọi là Hang Dơi . Từ đây, Ba Nhàn và Tiền Bột mang quân đi tấn công huyện đường Phù Ninh đánh một trận ác liệt với quân triều ở xã Bổng Châu, thuộc huyện miền núi Thanh Ba (nay thuộc tỉnh Phú Thọ).
Sách Bản triều bạn nghịch liệt truyện, chép: 
...Từ đó, Nhàn đem đồng đảng trốn xa, lên những rừng núi Phù Ninh, Sơn Dương để làm sào huyệt...(làm) quan quân (lại) mệt nhọc về phòng ngự và tiễu trừ...
Trong một chỉ dụ gửi tướng Lê Văn Đức, vua Minh Mạng ra lệnh:
Giặc ở Sơn Tây bị quan quân Hà Nội, Sơn Tây đánh đuổi, thế tất phải đến Bảo Lạc nhập đảng. Ngươi nên nhân nước to, ngoài đồng không có gì ăn, giặc đang cùng khốn mà tìm cách đón đánh...
Sau đó, hai ông quyết định đưa quân lên Tuyên Quang để hiệp đồng với Nông Văn Vân, nhưng cả hai lần đều không thực hiện được. 
Sách Bắc Kỳ tiễu phỉ (Quyển 50) cho biết: Khoảng cuối tháng 5 (âm lịch) năm Giáp Ngọ (1834), Ba Nhàn và Tiền Bột dẫn hàng ngàn quân với đầy đủ súng điểu thương, khí giới, cờ trống đi qua các huyện Lập Thạch, Phù Ninh, Thanh Ba, Hạ Hòa...Đến ngày 8 tháng 6 năm ấy thì đến đồn Đại Đồng ở châu Thu (tức Thu Châu, nay là vùng đất thuộc huyện Yên Bình, tỉnh Yên Bái). Nhưng do một bất trắc nào đó, không thấy người của Nông Văn Vân đến đón như hẹn. Còn đang lúng túng, ngày 14 tháng 6, đông đảo quân triều hay tin kéo nhau đến vây đánh. Thua trận, Ba Nhàn và Tiền Bột phải cho quân tản vào rừng sâu và lùi dần về phía Sơn Tây. Nôn nóng, đích thân Tiền Bột lên Bảo Lạc gặp Nông Văn Vân, lập ra một kế hoạch mới. Trích bản tâu của tướng Nguyễn Công Trứ: 
...Tên giặc Tiền Bột sau lần thua nặng, lui về Bình Tuyền  bèn tìm đường lên Bảo Lạc và gặp (Nông Văn) Vân... Từ Bảo Lạc, Tiền Bột gửi về một bài gỗ, trong đó viết rằng Vân dặn chuẩn bị lực lượng ở tỉnh Sơn, đợi đến trung tuần tháng 9 (âm lịch) thì Vân sẽ đánh vỡ tỉnh Tuyên và giặc ở tỉnh Sơn sẽ đồng thời hưởng ứng đánh chiếm tỉnh Sơn .
Song một lần nữa việc liên kết lại thất bại, vì gần đến ngày hẹn thì đại quân nhà Nguyễn đang rầm rộ tiến lên vùng Việt Bắc, trong đó đội quân chủ lực sẽ đánh vào Vân Trung (Bảo Lạc), đại bản doanh của Nông Văn Vân.
Tháng 2 (âm lịch) năm Ất Mùi (1835), Nông Văn Vân bị quan quân truy đuổi (bị chết cháy trong rừng Thẩm Bát vào tháng sau), cuộc nổi dậy của Lê Duy Lương do anh em họ Quách chỉ huy cũng đang dần tàn lụi, Ba Nhàn và Tiền Bột đành phải cho quân ẩn nấp ở vùng rừng núi Lâm Thao và Đoan Hùng.

### Đoạn kết
Theo Đại cương lịch sử Việt Nam (Tập 1) thì đến năm 1843, Nguyễn Văn Nhàn bị bắt, Lê Văn Bột ra đầu thú . Sách Đại Nam chính biên liệt truyện chép tương tự: 
Thiệu Trị năm thứ 3 (1843), giặc thổ ở Sơn Tây là bọn Thạch, Nhàn (Nhờn), Bật (Bột) rủ nhau tụ họp ở địa phận Lâm Thao và Đoan Hùng...bèn lấy Đăng Giai, đổi đi làm thự tổng đốc Sơn Hưng Tuyên...Qua vài tháng, chém được tên Thạch ở trận . Lại bắt tên Nhàn bỏ cũi giải về Kinh. Đến mùa thu, tên Bật đến cửa quân xin quy phục, rồi chết" .

## Nhận xét
Sau khi tra cứu sử liệu và đi đến nơi tìm hiểu, giáo sư Nguyễn Phan Quang đã cho biết quan điểm của mình như sau:
"Giặc ở Sơn Tây" không phải là một là một đám "giặc cỏ" tầm thường như vua quan nhà Nguyễn quen gọi, cũng không phải là một bộ phận nhỏ bé của cuộc khởi nghĩa Lê Duy Lương (hay "thuộc đảng Nông Văn Vân" như Quốc triều sử toát yếu đã ghi trên), mà là một cuộc khởi nghĩa có tầm cỡ trong những năm 30 của thế kỷ 19, mà bấy lâu nay chưa được nhiều người chú ý.
Việc triều đình Minh Mạng lấy câu "Dẹp yên bọn giặc ở Sơn Tây" làm đề thơ trong kỳ thi Hội năm Giáp Ngọ (1834) càng chứng tỏ điều đó .

## Sách tham khảo chính
- Quốc sử quán triều Nguyễn, Đại Nam chính biên liệt truyện. Nhà xuất bản Văn Học, 2004.
- Quốc sử quán triều Nguyễn, Quốc triều sử toát yếu (Tiền biên và Chính biên). Nhà xuất bản Văn Học, 2002.
- Trương Hữu Quýnh (chủ biên)-Phan Đại Doãn-Nguyễn Cảnh Minh, Đại cương lịch sử Việt Nam (Tập 1). Nhà xuất bản giáo dục, 2007.
- Nguyễn Phan Quang, Việt Nam thế kỷ 19 (1802-1884). Nhà xuất bản Thành phố Hồ Chí Minh, 2002.